# Gauteovan
Gauteovañ – u Indian Kagaba wielka Bogini-matka i stworzycielka świata oraz złych duchów. Znana także pod teonimami: Hava Sibalaneumañ i Kalguasiza.